# Ghazan Khan
Ghāzān Khān (in arabo محمود غازان‎?, Maḥmūd Ghāzān; in mongolo Газан хаан; in cinese 合贊S), chiamato in Occidente anche Casanus (5 novembre 1271 – 11 maggio 1304), è stato il settimo sovrano dell'Ilkhanato mongolo (nel moderno Iran) dal 1295 al 1304.
Ghāzān Khān era figlio di Arghūn e di Qūtlūq Khātūn, discendente quindi della linea dinastica creata da Gengis Khan. Considerato il più importante Ilkhān, è anche famoso per essersi convertito all'islam nel 1295, al momento di salire al trono. Atto questo estremamente significativo per le sorti dell'Islam in Asia centrale, che fino ad allora aveva sofferto i durissimi colpi infertigli dai Mongoli, per lo più animisti o cristiani nestoriani.
La moglie di maggior rilievo fu Kokecin (in persiano كوكجين‎, Kūkjīn), una principessa mongola inviatagli dal Gran Khān Kublai Khan, scortata per l'occasione fino in Persia, dalla capitale mongola, da Marco Polo.
I conflitti militari durante il regno di Ghāzān includono la guerra contro i Mamelucchi egiziani per il controllo della Siria, e le battaglie contro il Khanato mongolo Chagatai. Ghāzān intrattenne anche contatti diplomatici con l'Europa cristiana, proseguendo nei tentativi (fino ad allora infruttuosi) dei suoi predecessori che miravano a costruire un'alleanza franco-mongola.
Uomo di grande cultura, Ghāzān parlava diverse lingue - tra cui l'arabo, il persiano, l'hindostano, il tibetano, il cinese, il greco e forse il latino - e coltivava numerosi passatempi. Riformò diversi aspetti della vita dell'Ilkhanato, specialmente in materia di standardizzazione della valuta e di politica fiscale.

## Biografia

### Gioventù
Al momento della sua nascita, il responsabile dell'Ilkhanato era Abaqa Khan, che era suo nonno. Il padre di Ghāzān, Arghūn, era stato il principe ereditario nel Grande Khorasan per conto di Abaqa. Ghāzān era il primogenito di Arghūn, e di Qūtlūq Khātūn, del clan Dorben, sebbene fosse stato allevato nell'Ordo (palazzo-tenda dei nomadi) della moglie favorita di suo nonno Abaqa, Buluqhan Khatun, anch'ella senza figli.

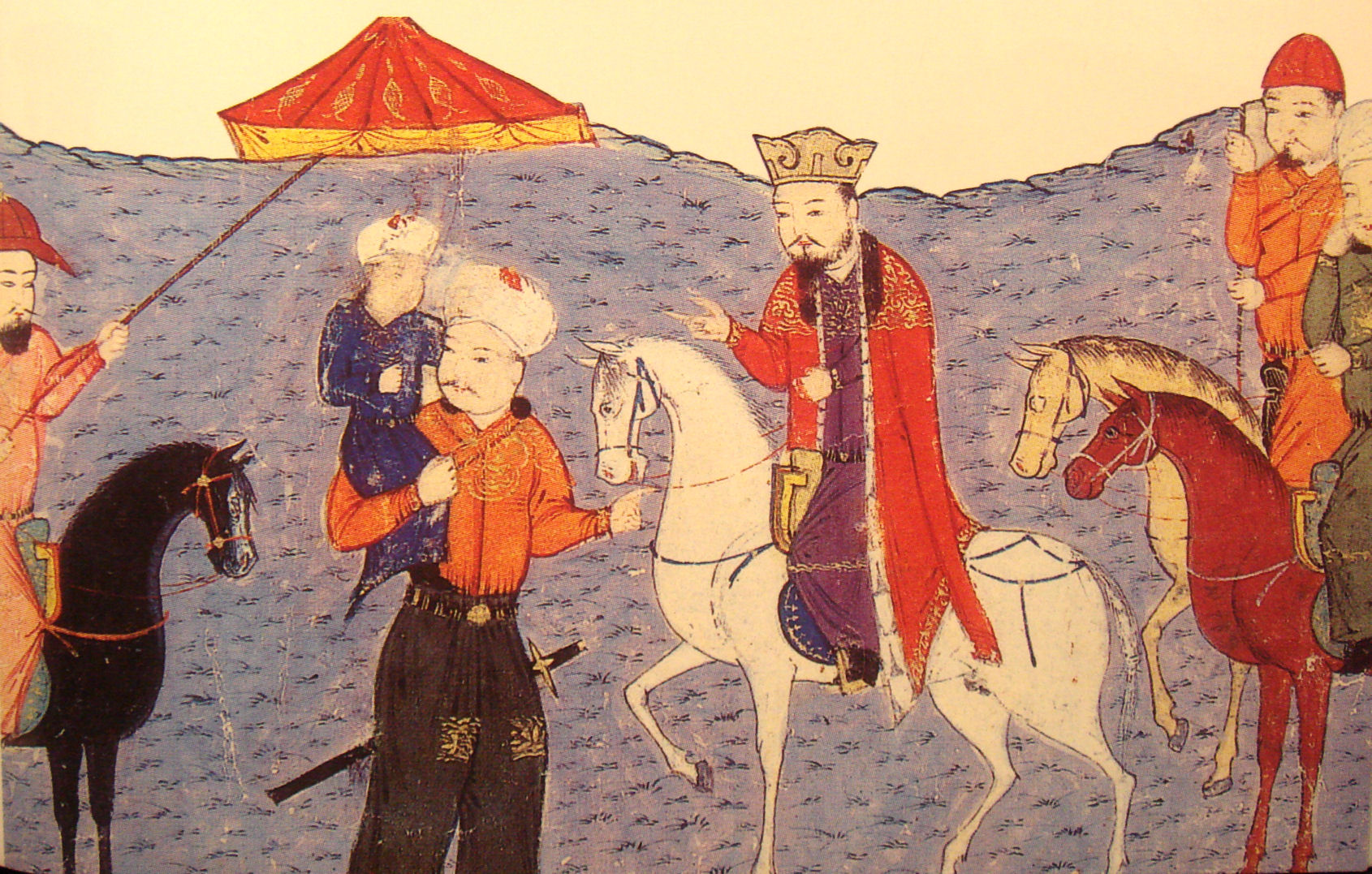
Ghāzān da bimbo, nelle braccia del padre Arghun, a sua volta accanto al padre Abaqa, montato su un cavallo.

Ghāzān fu battezzato e crebbe da cristiano, al pari di suo fratello Oljeitu. I Mongoli erano tradizionalmente tolleranti nei confronti delle varie religioni e durante la sua gioventù Ghāzān fu educato da un monaco cinese, che gli spiegò il Buddismo, come pure le scritture mongole e uigure.
Dopo la morte di Abaqa nel 1282, il padre di Ghāzān, Arghūn, fu incoronato Ilkhan e l'undicenne Ghāzān divenne viceré, trasferendosi nella capitale del Grande Khorasan col resto dell'Orda di Buluqhan.

### Viceré
Il giovane Ghāzān partecipò alle tradizionali attività mongole della caccia e della corsa dei cavalli. Suoi amici erano Quṭlūh Shāh dei Manghud, Nūrīn Āghā dei Jurkhin e Saʿd al-Dīn Savajī.

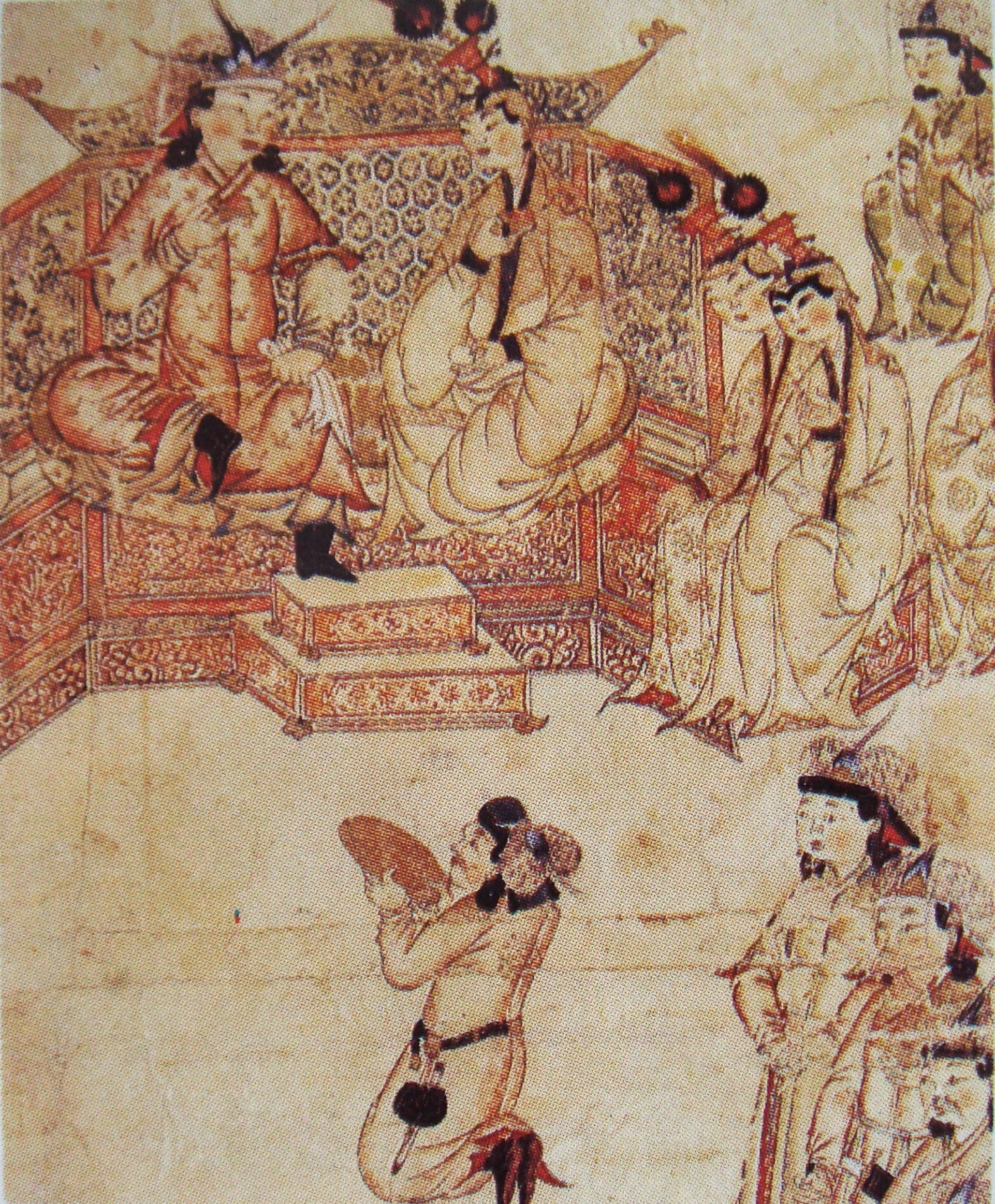
Ghāzān e sua moglie a corte.

Nel 1289, conflitti con altri Mongoli seguirono alla rivolta capitanata contro Arghūn dall'Emiro Nawrūz, un giovane nobile oirato, il cui padre era stato governatore di Persia prima dell'arrivo di Hulagu (bisnonno di Ghāzān). Quando Nawruz fu sconfitto, questi fuggì dall'Ilkhanato e si unì a Kaidu, un altro discendente di Gengis Khan che era stato a capo del Casato di Ögedei e del confinante Khanato Chagatai. Ghāzān passò i successivi dieci anni a difendere le frontiere dell'Ilkhanato contro le incursioni dei mongoli Chagatai dell'Asia centrale.
Quando suo padre Arghūn morì nel 1291, Ghāzān non poté reclamare il comando della capitale in quanto impegnato dai raid di Nawruz e a fronteggiare rivolte e carestie in Khorāsān e a Nishapur. Taghachar, un comandante militare che aveva servito nelle tre precedenti generazioni di Īlkhān, fu probabilmente dietro la morte di Arghūn e sostenne lo zio di Ghāzān, Gaykhātū, come nuovo Īlkhān. Ghāzān fu leale nei confronti dello zio, sebbene rifiutasse di seguire la decisione di Gaykhātū che intendeva introdurre la cartamoneta nei domini ilkhanidi, con la scusa che il tempo del Khorāsān era troppo umido per poter maneggiare convenientemente quel tipo di carta. Nel 1294/1295, Ghāzān obbligò Nawrūz ad arrendersi a Nishapur, e Nawruz divenne allora uno dei luogotenenti di Ghāzān.
Durante il regno di Gaykhātū, la principale moglie di Ghāzān nel corso della sua intera esistenza divenne Kokechin/Kūkjīn|Kokčìn, appartenente alla Dinastia Yuan. Originariamente era stata destinata a diventare consorte del padre di Ghāzān, l'Īlkhān Arghūn e per accompagnarla dal promesso sposo, il Gran Khan Kublai incaricò Marco Polo di assolvere a un ultimo incarico, di scortare cioè Kokechin dalla capitale imperiale di Khanbaliq ("Città del Khan", oggi Pechino) al luogo di destinazione. Il gruppo viaggiò per mare, partendo dal porto meridionale di Quanzhou nella primavera del 1291. Le navi erano complessivamente 14, ciascuna tanto grande da esigere 4 alberi con 12 vele complessive. Da Quanzhou si fece vela verso Sumatra e poi in Persia, via Sri Lanka e India (toccando Mylapore, Madurai e Alleppey, chiamata "la Venezia dell'est"). Il gruppo giunse a destinazione, dopo vari mesi, verso il 1293. Nel frattempo Arghūn era però deceduto e la promessa sposa finì con lo sposare Ghāzān.

### Regno

#### Conversione all'Islam

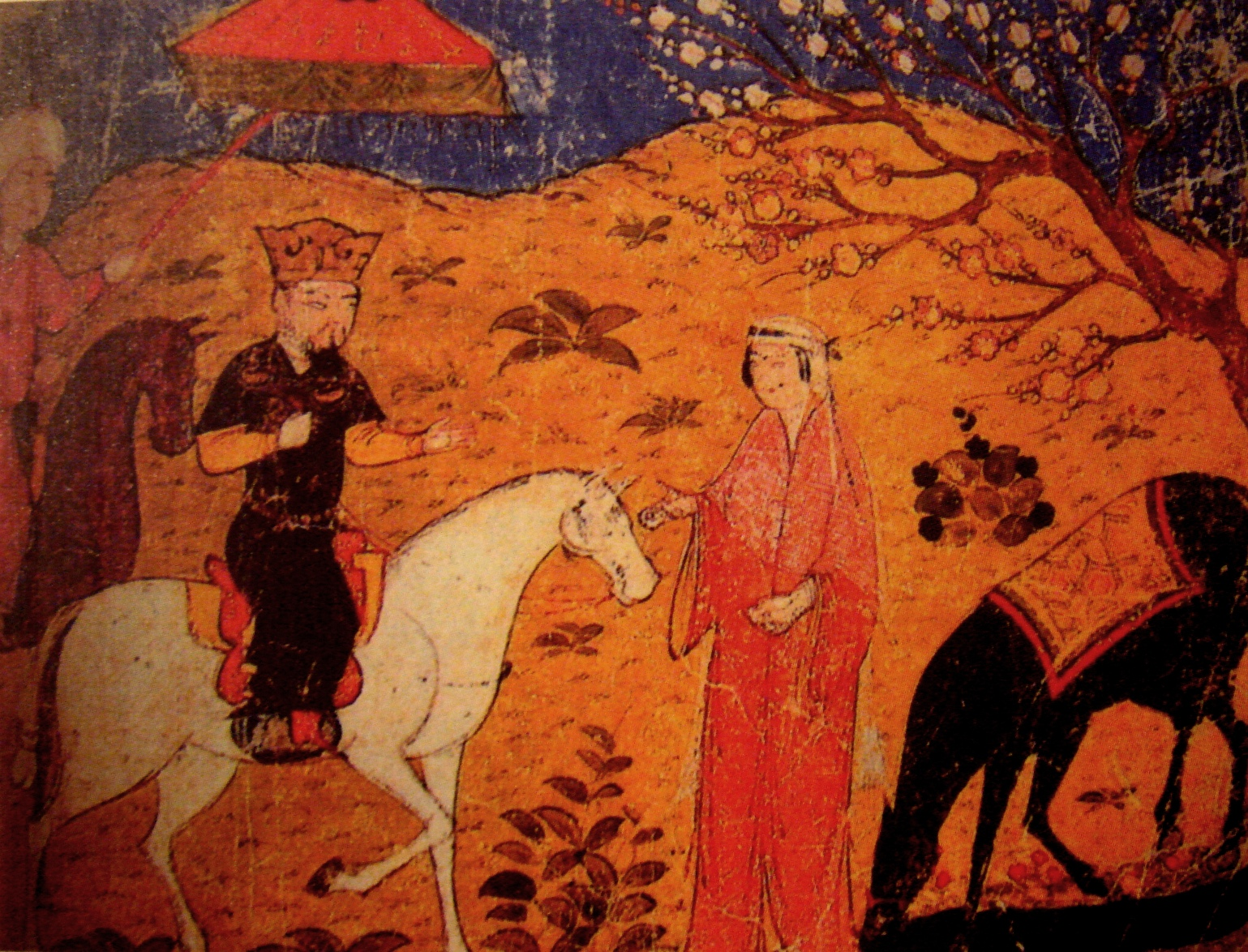
Ghāzān a cavallo

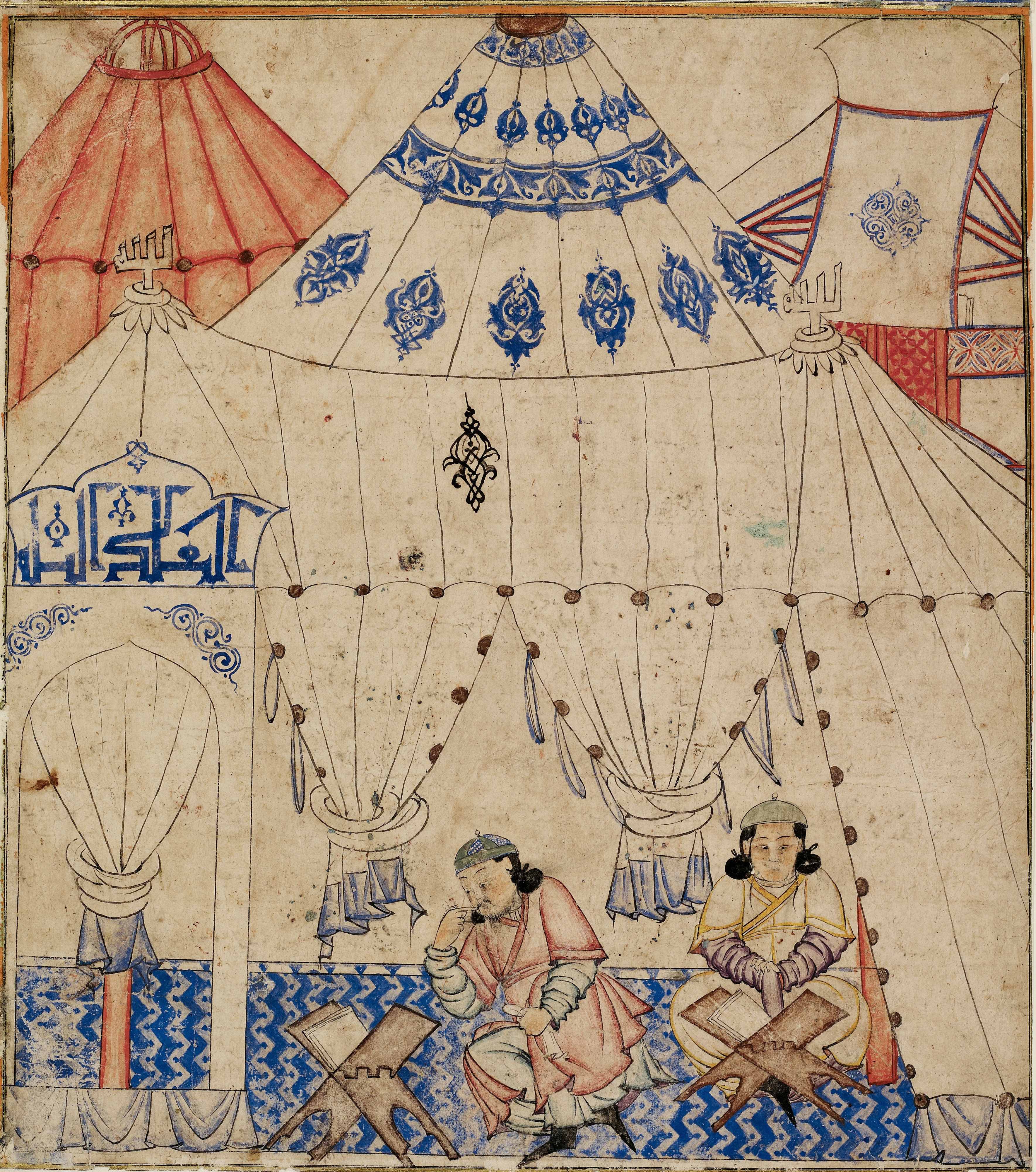
Ghāzān mentre studia il Corano.

Nel 1295, Taghachar e chi aveva cospirato con lui per uccidere Arghūn, uccise anche il suo successore Gaykhatu. Costoro posero allora sul trono il docile Baydu, un cugino di Ghāzān. Baydu fu essenzialmente un "uomo di paglia" che consentiva ai cospiratori di seguitare a svolgere la loro politica di suddivisione tra loro dell'Ilkhanato. Nel giro di pochi mesi Ghāzān scalzò Baydu dal trono, mandandolo a morte il 5 ottobre del 1295. Ghāzān fu assistito in questo dal suo iniziale nemico Nawrūz. Ghāzān abbracciò ufficialmente l'Islam il 16 giugno 1295, di fronte a Ibrāhīm ibn Muḥammad ibn al-Muʿayyid ibn Hamawī al-Khurāsānī al-Juwaynī assolvendo alla condizione postagli da Nawrūz per poter contare sul suo sostegno militare. Un altro sostegno gli venne offerto da Taghachar, ma Ghāzān lo giudicò inaffidabile, esiliandolo in Anatolia e, più tardi, eliminandolo con discrezione.
Con la sua apostasia e la conversione all'Islam, Ghāzān cambiò il suo nome nell'arabo Maḥmūd e la religione del loro capo fece guadagnare insperati spazi all'Islam, all'interno dei territori mongoli. Privatamente tuttavia Ghāzān praticò ancora lo Sciamanesimo e venerava Tengri, onorando le divinità dei suoi antenati. Dimostrò la medesima tolleranza paterna e del nonno nei confronti delle più diverse religioni, incoraggiando l'arcaica cultura mongola delle origini, esprimendo benevolenza verso lo sciismo e rispettando le religioni dei sovrani a lui legati da rapporto di vassallaggio, tanto georgiani quanto armeni. Quando Ghāzān venne a sapere che alcuni monaci buddisti fingevano di convertirsi all'Islam in quanto i loro templi erano stati inizialmente distrutti, garantì a tutti costoro di tornare in Tibet dove avrebbero potuto praticare liberamente la loro fede. Il codice mongolo Yassa seguitò a operare e gli sciamani mongoli mantennero la loro influenza politica nel suo regno e in quello di suo fratello e successore Oljeitu, ma le antiche tradizioni mongole ineluttabilmente declinarono dopo la morte di Oljeitu. Altri sconvolgimenti religiosi nell'Ilkhanato durante il regno di Ghāzān furono prodotti da Nawruz, che emanò un editto ostile alle religioni diverse da quella islamica, perseguitando buddisti e cristiani con un accanimento mai conosciuto dai buddisti persiani. La cattedrale cristiana nella capitale mongola di Maragha fu saccheggiata e le chiese di Tabriz e Hamadan furono distrutte. Ghāzān mise fine a simili angherie, emanando un suo editto che esentava i cristiani dal pagamento delle jizya (tassa che gravava sui non-musulmani), e reintegrò il Patriarca cristiano Mar Yaballaha III nelle sue funzioni nel 1296. Nel maggio del 1297 Ghāzān fece arrestare i partigiani di Nawrūz per tradimento, e un anno dopo marciò contro lo stesso Nawrūz, che a quel tempo era il comandante delle forze militari nel Khorasan. Le forze di Ghāzān uscirono vittoriose dalla battaglia svoltasi vicino Nishapur. Nawrūz cercò rifugio presso la corte del Malik (re) di Herat, nell'Afghanistan settentrionale, ma il sovrano lo tradì e lo consegnò a Ghāzān, che immediatamente, il 13 agosto, fece passare Nawruz per le armi. Ghāzān cercò allora di riprendere il controllo della situazione, e nel 1298 nominò Rashid al-Din Hamadani, un convertito ebreo, suo principale Visir: un posto che Rashid al-Din conservò nei successivi 20 anni, fino al 1318.
Ghāzān commissionò anche a Rashīd al-Dīn un'opera storica sui Mongoli e le loro dinastie, il famoso Jami' al-tawarikh "Compendio delle Cronache" o Storia Universale. Dopo numerosi anni il lavoro si ampliò, fino a coinvolgere l'intera storia del mondo, dai tempi di Adamo, e fu completato ai tempi del successore di Ghāzān, Oljeitu. Furono approntate numerose copie manoscritte, poche delle quali soltanto sono però sopravvissute fino ai nostri tempi.

#### Relazioni con gli altri Khanati mongoli

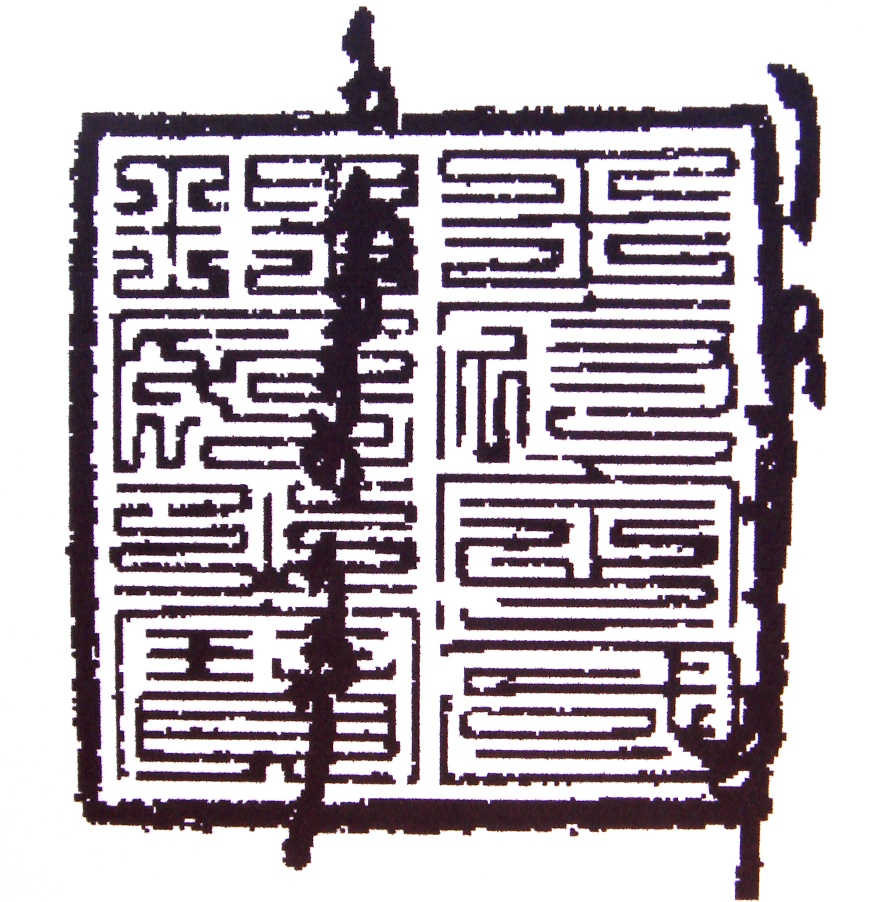
Sigillo di Maḥmūd Ghāzān in calce alla sua lettera del 1302 a Papa Bonifacio VIII. Il sigillo era stato concesso a Ghāzān dal sesto Gran Khan (l'Imperatore ChengZong degli Yuan). La scritta cinese "王府定国理民之宝", significa "Sigillo attestante l'autorità di Sua Altezza Reale nell'istituzione del Paese e nel governo del suo popolo". Archivio della Biblioteca Apostolica Vaticana.

Ghāzān risolse abbastanza facilmente i problemi derivanti dalle ostilità dell'Orda d'Oro, ma gli Ögodeidi e i Ciagataidi in Asia centrale seguitarono a costituire una seria minaccia all'Ilkhanato e al suo signore e alleato, il Gran Khan in Cina. Allorché Ghāzān fu incoronato, il Khan ciagataide Duwa invase il Khorasan nel 1295. Ghāzān inviò due suoi parenti contro l'esercito ciagataide ma essi disertarono. Quando i traditori furono catturati e messi a morte, alcuni altri importanti nobili mongoli cominciarono ad abbandonarlo. Baltu dei Jalayiridi e Sulemish degli Oirati si ribellarono al dominio dell'Ilkhan in Turchia nel 1296 e nel 1299. Sulemish fu accolto affabilmente dai Mamelucchi egiziani in Anatolia, cosa che obbligò Ghazan a rinviare i suoi piani d'invasione della Siria, anche se due ribelli mongoli furono sgominati da Ghāzān. Un grande gruppo di Oirati entrò in Siria, sconfiggendo il contingente inviato da Ghāzān nel 1296. Oltre a queste ribellioni, invasioni dei Qara'una del Khanato ciagataide provocarono intralci e difficoltà alle operazioni militari di Ghāzān in Siria.
Ghāzān conservò stretti legami col Gran Khan degli Yuan e con l'Orda d'Oro. Nel 1296 Temür Khan, il successore di Kublai Khan, inviò ad esempio un suo comandante militare, Baiju, nella Persia mongola. Cinque anni più tardi Ghāzān spedì suoi uomini mongoli e persiani a raccogliere gli introiti provenienti da proprietà di Hulagu in Cina. Mentre si trovavano lì, essi versarono il tributo a Temür e furono coinvolti in scambi culturali nell'Eurasia mongola.
Medici cinesi erano presenti nella corte di Ghāzān.

#### Guerra mamelucco-ilkhanide

Operazioni mongole in Levante, 1299–1300.

Ghāzān fece parte del lungo elenco di esponenti mongoli coinvolti in relazioni diplomatiche con gli Ifranj (termine con il quale si identificano i popoli Europei di fede cattolica) nell'intento di stringere un'alleanza franco-mongola contro il comune nemico, i Mamelucchi d'Egitto. Poteva contare per questo sugli Stati vassalli quali il Regno armeno di Cilicia e il Regno di Georgia, che avrebbero dovuto coordinare le proprie azioni con le forze di Ghāzān, degli Ordini militari cristiani e con l'aristocrazia di Cipro per sconfiggere gli Egiziani, dopo di che Gerusalemme sarebbe tornata in mano ai cristiani. Si sa che numerosi Ifranj hanno operato per Ghāzān, come Isol Pisano (detto anche Ciolo Bofeti di Anastasio) o il genovese Buscarello de' Ghisolfi, spesso occupando anche posti di rilievo. Centinaia di avventurieri occidentali entrarono al servizio dei signori mongoli. Secondo lo storico Peter Jackson, il XIV secolo vide l'affermazione di una moda relativa a cose mongole, tanto che non pochi nati in Italia furono chiamati con nomi di governanti mongoli, incluso il nome di Ghāzān: Cangrande ("Gran Khān"), Alaone (Hulagu, il bisnonno di Ghāzān), Argone (Arghūn, padre di Ghāzān) o Cassano (Ghāzān).
Nell'ottobre del 1299, Ghāzān marciò con le sue forze contro la Siria e invitò i cristiani a unirsi a lui. Il suo esercito conquistò la città di Aleppo e fu raggiunto dal suo vassallo, il re Hethum II del Regno armeno di Cilicia, le cui forze includevano Cavalieri Templari e cavalieri Ospitalieri, che parteciparono al prosieguo dell'offensiva. I Mongoli e i loro alleati sconfissero i Mamelucchi nella battaglia di Wadi al-Khazandar, il 23 o 24 dicembre 1299. Un gruppo di Mongoli, distaccatosi dall'esercito di Ghāzān tallonò le truppe mamelucche in ritirata fino a Gaza, respingendoli fino in Egitto. Il grosso delle forze di Ghāzān proseguì su Damasco, che si arrese tra il 20-30 dicembre 1299, e il 6 gennaio 1300, sebbene la cittadella riuscisse a resistere. Lo storico al-Dhahabī annotò che le forze mongole si ritirarono verso febbraio, probabilmente a causa del foraggio carente per le loro cavalcature. Ghāzān promise di tornare nell'inverno del 1300–1301 per aggredire l'Egitto. Circa 10.000 cavalieri agli ordini del generale mongolo Mulay furono lasciati per un breve periodo in Siria prima che anche loro si ritirassero.
Era temuto e odiato dai Mamelucchi, che inviarono una delegazione di studiosi di spicco e di Imam, compreso Ibn Taymiyya, a Maragheh per convincere Ghāzān Khan, il Khan dell'Ilkhanato mongolo, a metter fine ai suoi attacchi ai musulmani. Si disse che nessuno di essi riuscisse a parlare a Ghāzān, salvo Ibn Taymiyya che disse:
Nel luglio del 1300, i Crociati crearono una piccola flotta di sedici galere, con alcuni vascelli più piccoli per razziare le coste, e l'ambasciatore di Ghāzān viaggiò con essi. Le forze crociate tentarono anche di stabilire una base sull'isoletta di Arados (Arwād), da cui lanciare le loro incursioni su Tartus, mentre attendevano le forze di Ghāzān. Tuttavia le forze mongole furono sbaragliate e quelle crociate si ritirarono a Cipro, lasciando una guarnigione ad Arados che fu assediata e distrutta dai Mamelucchi nel 1303 (si veda assedio di Arados).

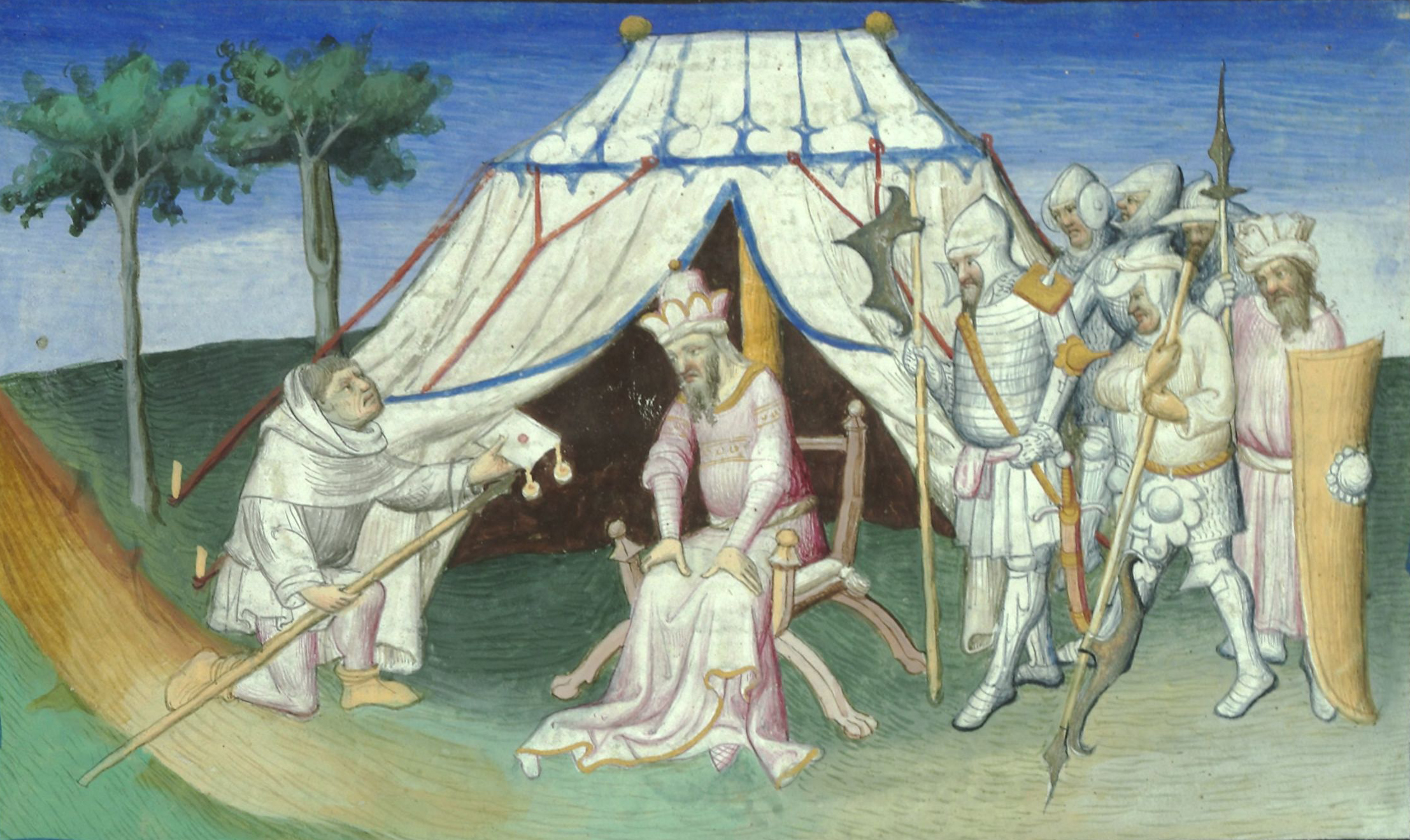
Ghāzān ordina al re di Cilicia Hethum II di accompagnare Kutlushka all'attacco del 1303 contro Damasco.

Nel febbraio 1301, i Mongoli avanzarono ancora una volta in Siria in forze, con 60.000 uomini, ma non riuscirono a realizzare altro che incursioni di poca rilevanza. Il generale di Ghāzān, Kutlushah, stazionò con 20.000 cavalieri nella Valle del Giordano per proteggere Damasco, dove era stato lasciato un governatore mongolo. Ancora una volta, tuttavia, essi furono costretti presto ad abbandonare quella posizione.
Furono stilati ancora una volta piani con i Crociati per un'offensiva che avrebbe dovuto aver luogo nell'inverno successivo e, alla fine del 1301, Ghāzān chiese a papa Bonifacio VIII di inviare truppe, sacerdoti e agricoltori, per far tornare ancora una volta la Terra santa uno Stato franco. Di nuovo, però, Ghāzān non si presentò in quei luoghi con le sue temibili truppe. Scrisse ancora al papa nel 1302, e suoi ambasciatori si recarono in visita presso la corte di Carlo II d'Angiò, che il 27 aprile 1303 spedì Gualterius de Lavendel come suo rappresentante alla corte di Ghāzān.
Nel 1303, Ghāzān inviò un'altra missiva a Edoardo I, per il tramite di Buscarello de' Ghisolfi, reiterando la promessa del suo bisnonno Hulagu Khan secondo cui i Mongoli avrebbero dato Gerusalemme ai Franchi in cambio del loro aiuto contro i Mamelucchi. I Mongoli, unitamente ai loro vassalli del Regno armeno di Cilicia, avevano radunato una forza di circa 80.000 uomini per respingere le incursioni del Khanato Chagatai, che era sotto la guida di Qutlugh Khwaja. Dopo aver conseguito buoni risultati contro di esso, i Mongoli di Ghāzān ripresero ad avanzare verso la Siria ma furono sconfitti dai Mamelucchi proprio a sud di Damasco nella decisiva battaglia di Marj al-Saffar nell'aprile del 1303. Fu questo l'ultimo grande sforzo mongolo d'invadere la Siria.

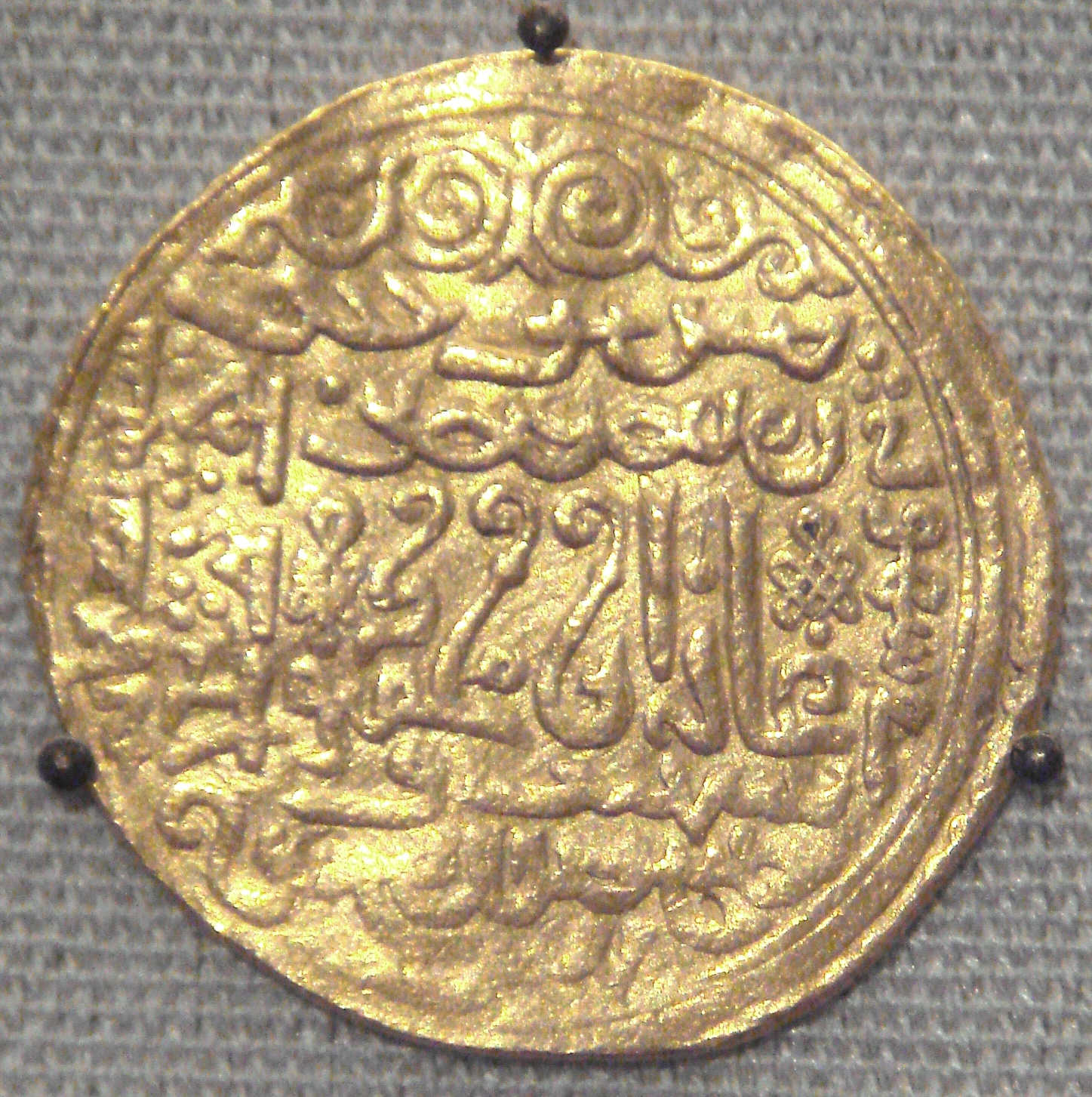
Moneta d'oro riportante il nome di Ghāzān Maḥmūd, coniata a Shiraz (nel 1301) ed oggi al British Museum.

#### Riforme
Ghāzān era un uomo di profonda cultura, con vari passatempi che coltivava, inclusa la linguistica, le tecniche agricole, la pittura e l'alchimia, nei suoi aspetti più legati alla chimica che all'esoterismo. Durante il suo mandato furono presenti a corte intellettuali del suo tempo del calibro dello storico e poeta Abu Sulayman Banakati. Secondo lo storico bizantino Giorgio Pachimere, in greco Γεώργιος Παχυμέρης, (1242–1310): «Nessuno lo superava nel fare selle, finimenti, speroni, schinieri ed elmetti; sapeva maneggiare il martello, ago e cesello, e in ogni sua occupazione impiegava le ore del suo tempo lasciategli libere dalle cure della guerra».
Oltre al profondo impatto religioso comportato sulla Persia, Ghāzān unificò pesi, misure e conio nell'Ilkhanato. Dispose un nuovo censimento in Persia per una miglior definizione della politica fiscale della sua dinastia. Cominciò a combattere la desertificazione di alcune aree del regno e l'abbandono delle terre, agevolandone la messa a coltura, sostenendo fortemente l'introduzione di nuove culture agricole dell'Asia orientale in Persia, migliorando la cultura dell'igname. Costruì alloggi per viaggiatori, ospedali, scuole e stazioni di posta. I suoi inviati ricevevano un compenso giornalieri e i membri della nobiltà che s'impegnavano in viaggi venivano spesati appositamente. I viaggiatori erano in cambio tenuti a compiere opera d'intelligence, potendo impiegare a tal fine gli strumenti che lo Stato assegnava al barīd. Ai soldati mongoli veniva assegnato un iqṭāʿ (feudo non ereditabile).
[[[File:GhazanCoin.jpg|miniatura|Doppio dirham argenteo di Ghāzān. La legenda in arabo dice sul recto (sinistra): لاإله إلا الله محمد رسول الله صلى الله عليه وسلم/ ضرب تبريز/ في سنة سبع ...ر , ossia Lā ilāha illā Allāh Muḥammad rasūl Allāh. Ṣallā [Allāh] ʿalayhi. Ḍuriba Tabrīz fī sanat sabʿa xxx: "Non c'è divinità se non Dio, Muḥammad è il profeta di Dio. Dio lo salvi. / È stato coniato a Tabriz nell'anno sette xxx".
Sul verso si legge in lingua mongola (salvo la scritta "Ghāzān Maḥmūd" in arabo): Tengri-yin Küchündür. Ghazan Mahmud. Ghasanu Deledkegülügsen: "Per potere celeste/ Ghāzān Maḥmūd/ Moneta coniata per Ghāzān".]]

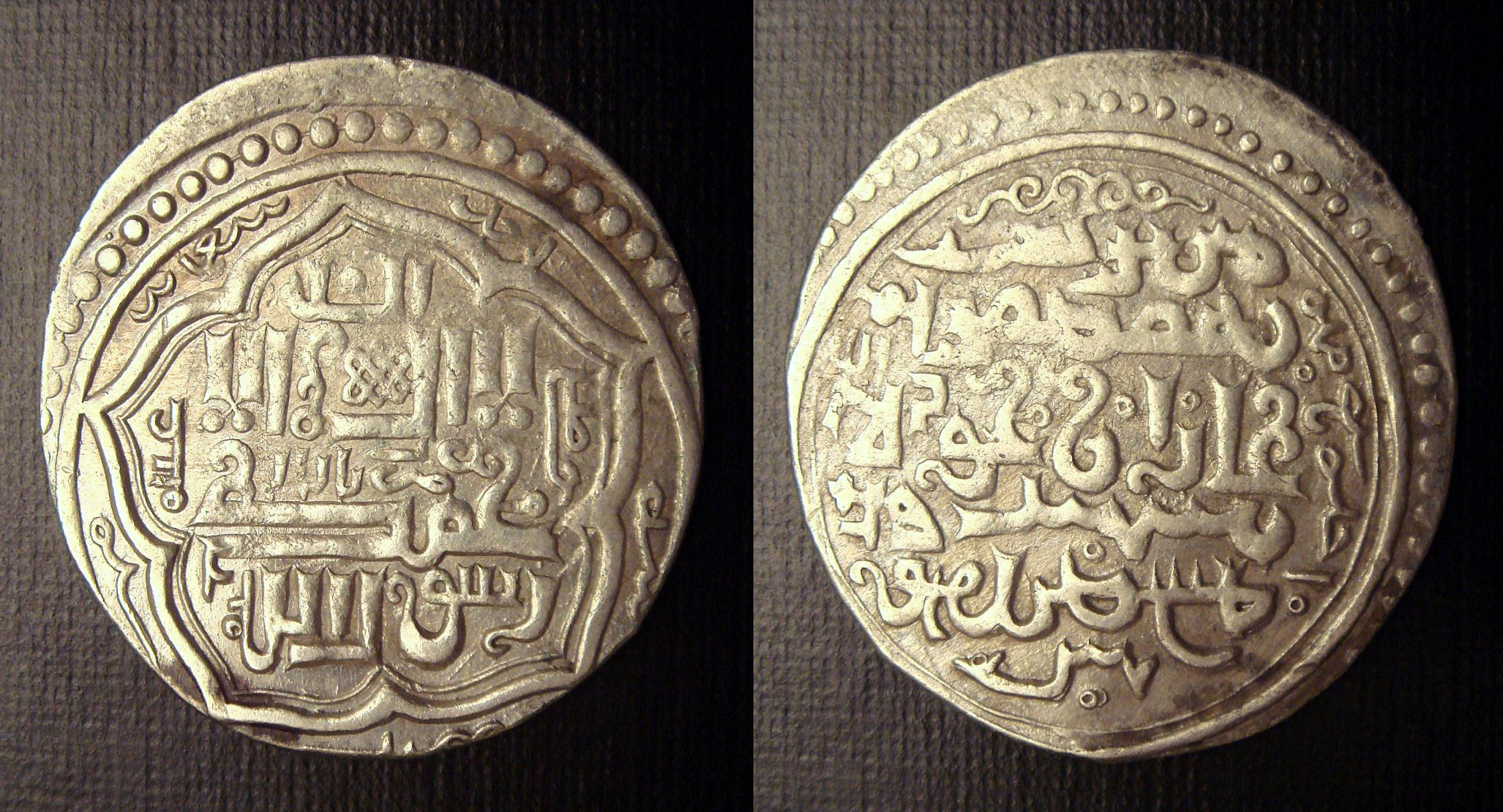
Doppio dirham argenteo di Ghāzān. La legenda in arabo dice sul recto (sinistra): لاإله إلا الله محمد رسول الله صلى الله عليه وسلم/ ضرب تبريز/ في سنة سبع ...ر, ossia Lā ilāha illā Allāh Muḥammad rasūl Allāh. Ṣallā [Allāh] ʿalayhi. Ḍuriba Tabrīz fī sanat sabʿa xxx: "Non c'è divinità se non Dio, Muḥammad è il profeta di Dio. Dio lo salvi. / È stato coniato a Tabriz nell'anno sette xxx".
Sul verso si legge in lingua mongola (salvo la scritta "Ghāzān Maḥmūd" in arabo): Tengri-yin Küchündür. Ghazan Mahmud. Ghasanu Deledkegülügsen: "Per potere celeste/ Ghāzān Maḥmūd/ Moneta coniata per Ghāzān".

Ghāzān riformò la pratica dei jarliq (editti), creando moduli prestabiliti e sigilli diversificati, ordinando che tutti i jarliq fossero conservati a corte, in una sorta di Archivio Centrale. I jarliq più vecchi di 30 anni erano distrutti, con gli antichi paiza (sigilli delle autorità mongole). Fece forgiare nuovi paiza di due tipi, che riportavano i nomi dei loro detentori, per evitare che essi venissero usati illecitamente o inappropriatamente. I vecchi paiza dovevano poi essere restituiti alla fine del mandato concesso ai loro utilizzatori.
In politica fiscale, Ghāzān provvide a introdurre una moneta unificata bimetallica, compresi i dīnār Ghāzānī (ossia di Ghāzān), e riformò le procedure di acquisto e cambio. Altre riforme concessero la libera vendita di armi nei mercati.
Sulle monete, Ghāzān omise il nome del Gran Khan, scrivendo invece il proprio nome sulle monete battute in Iran e Anatolia. In Georgia, coniò monete con la tradizionale formula mongola "Battuta dall'Īlkhān Ghāzān in nome del Khagan" perché voleva mantenere le sue pretese sul Caucaso grazie all'aiuto del Gran Khān della dinastia Yuan. Continuò anche a usare il sigillo del Gran Khān cinese che lo aveva riconosciuto wang (principe) sottomesso al Gran Khān.
Le sue riforme toccarono anche il comparto militare, e furono create numerose nuove unità della Guardia, in massima parte mongola, destinata a presidiare il centro dello schieramento in battaglia. Tuttavia ne limitò la rilevanza politica, ritenendo che la riduzione in schiavitù dei figli da parte dei Mongoli fosse un danno per la manodopera e per il prestigio dell'esercito mongolo, Ghāzān stanziò a tal fine fondi per riscattare i giovani schiavi mongoli dalla schiavitù e promuovendo il suo vizir Bolad (l'ambasciatore del Gran Khān Kubilai) comandante di un'unità militare costituita da giovani mongoli riscattati.
Ghāzān morì nel 1304. Nella parte terminale della sua malattia, non avendo più figli che gli fossero sopravvissuti, nominò suo fratello Oljeitu suo successore.

### Fonti primarie
- (EN) Adh-Dhahabi, Record of the Destruction of Damascus by the Mongols in 1299-1301, su Ignace Goldziher Memorial Volume, Part 1, deremilitari.org, traduzione di Joseph Somogyi. URL consultato il 20 luglio 2022 (archiviato dall'url originale il 24 gennaio 2010).
- (EN) Rashid al-Din Hamadani, Compendium of Chronicles, traduzione di W.M. Thackston, Harvard University, Dept. of Near Eastern Languages and Civilizations, 1998, OCLC 41120851.

### Fonti secondarie
- (EN) Aa.Vv., Articolo sulle relazioni franco-persiane, in Encyclopædia Iranica. URL consultato il 20 luglio 2022.
- (EN) Reuven Amitai, Mongol Raids into Palestine (AD 1260 and 1300), in JRAS, 1987,  pp. 236-255.
- (EN) Malcolm Barber, The Trial of the Templars, 2ª ed., Cambridge University Press, 2001, ISBN 978-0-521-67236-8.
- (FR) Alain Demurger, Jacques de Molay, Editions Payot&Rivages, 2007, ISBN 2-228-90235-7.
- (EN) Richard Foltz, Religions of the Silk Road, 2ª ed., Palgrave Macmillan, 2010, ISBN 978-0-230-62125-1.
- (EN) Peter Jackson, The Mongols and the West: 1221-1410, Longman, 2005, ISBN 978-0-582-36896-5.
- (FR) Yahia Michaud (Oxford Centre for Islamic Studies), Ibn Taymiyya, Textes Spirituels I-XVI (PDF), "Le Musulman", Oxford-Le Chebec, 2002.
- (EN) David Nicolle, The Crusades, Essential Histories, Osprey Publishing, 2001, ISBN 978-1-84176-179-4.
- (FR) Jean Richard, Histoire des Croisades, Fayard, 1996, ISBN 2-213-59787-1.
- (EN) Steven Runciman, A history of the Crusades 3, Penguin Books, 1987, ISBN 978-0-14-013705-7.
- (EN) Sylvia Schein, Gesta Dei per Mongolos 1300. The Genesis of a Non-Event, in The English Historical Review, vol. 94, n. 373, ottobre 1979,  pp. 805-819, DOI:10.1093/ehr/XCIV.CCCLXXIII.805, JSTOR 565554.
- (FR) Jean-Paul Roux, Histoire de l'Empire Mongol, Fayard, 1993, ISBN 2-213-03164-9.